# Фіялка Жордана
Фіялка Жордана, фіалка Жордана (Viola jordanii) — вид рослин з родини фіалкових (Violaceae), поширений у Європі й західній Азії.

## Опис
Багаторічна рослина 20–40 см. Листки широко-яйцеподібні або подовжено-яйцеподібні; прилистками яйцевидно-зубчасті, нижні — гребенчато-бахромчасті. Квітки блідо-фіолетові, 20–30 мм в діаметрі.

## Поширення
Поширений у Європі (Угорщина, Молдова, Україна, Болгарія, Греція, колишня Югославія, Італія, Румунія, Франція) й Азії (Туреччина, Іран).
В Україні вид зростає на узліссях і схилах — у західному Лісостепу і на крайньому заході Степу, рідко.